# Kuhistoni Mastczoh
Kuhistoni Mastczoh (tadż. Ноҳияи Кӯҳистони Мастчоҳ, pers. ناحیۀ کوهستان مستچاه) - dystrykt w wilajecie sogdyjskiem w Tadżykistanie. Jego stolicą jest wieś Mehron. W 2009 roku zamieszkiwało go 16 395 osób.

## Podział administracyjny
Kuhistoni Mastczoh dzieli się na 2 dżamoaty:
- Ivan Tadżik
- Langar